# や行い

平假名𛀆

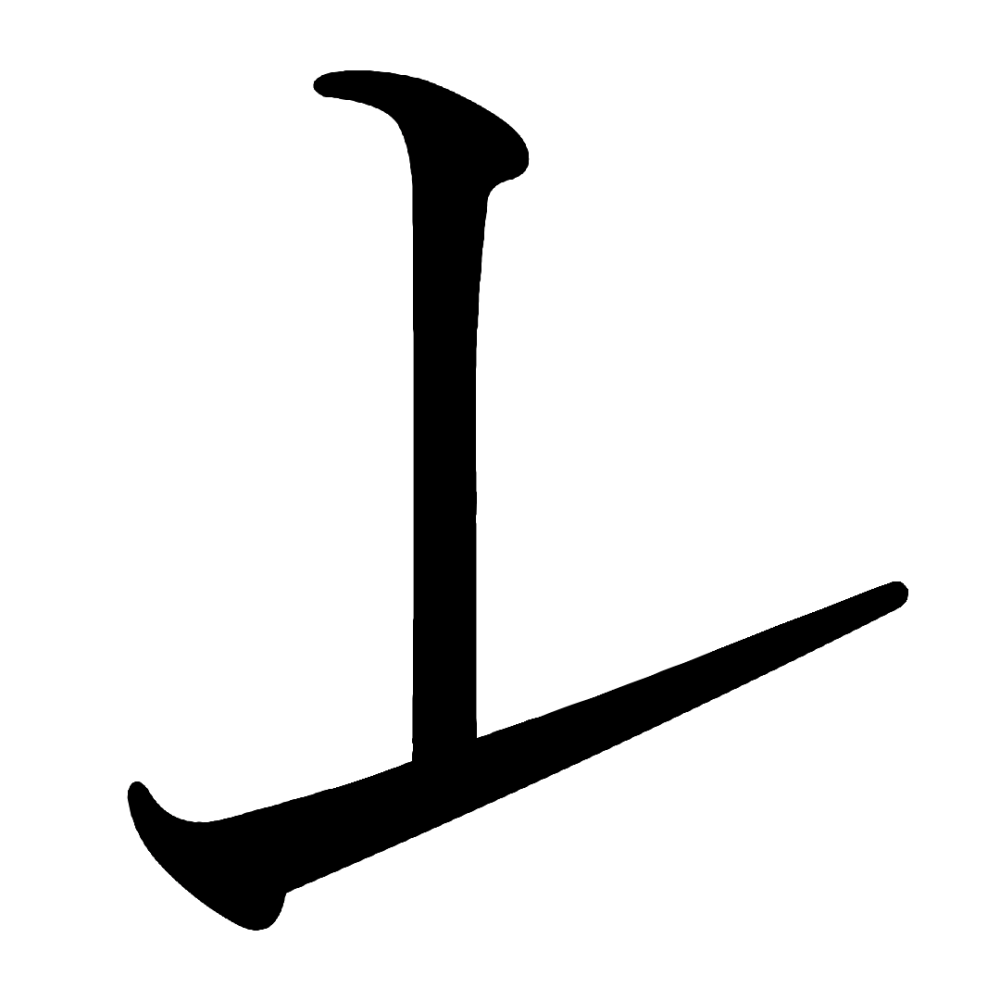
片假名𛄠

平假名與片假名是日語假名，又稱為，屬於，由一个音节组成。原發音與其他相同以/j/開頭，發為/ji/，後發音變為同（/i/），現代假名遣已不使用，由代之。Unicode收錄該字於U+1B006。

## 字源
| 日語             | 字源                                               |
| ---------------- | -------------------------------------------------- |
| 平假名「𛀆」字源 | 同「い」皆源自「以」的草書，但較接近「以」的行書。 |
| 片假名「𛄠」字源 | 「以」的左側偏旁，類似片假名「レ」。               |

## 歷史
1873年（明治6年），在契沖假名遣的基礎上制定歷史假名遣，為當時小學教科書所採用，並在社會上普及。除此之外類似的例子還有「𛀁」（や行え）與「𛄟」（わ行う）。
後來や行い、や行え、わ行う的書寫漸漸轉為い、え、う。在1946年頒布的現代假名遣中廢止停用。
上方圖片中：
- 左圖：左數第三行為平假名や行，自上而下第二個為平假名「𛀆」。
- 右圖：左數第三行為片假名や行，自上而下第二個為片假名「𛄠」。

## 文字
江户时代到明治时代期间，出现了试图区分あ行い段 (i) 和や行い段 (yi) 的假名的人。字的形状因文献而异。和只是其中的两个。
它们都是用来填补五十音图的空缺或表示特殊音的符号。日常的文章中不区分使用。
- i
  - 傳統假名
    - い[2] (平假名)
    - イ[2] (片假名)

- yi
  - 傳統假名
    - い (平假名)
    - [2] (「い」的变体假名。平假名)
    - イ (片假名)

  - 人工假名
    - い〻[3](带附点的「い」。平假名)
    - 〻[4](带附点的「」。平仮名)
    - [2] (「以」的行書。平假名)
    - イ〻[3](带附点的「イ」。片假名)
    - [2][5](「以」的省笔[5]。有时会用倒过来的「イ」的活字来代替。片假名)

以上的区分没有一个能够流传下来，都消失了。